# Ogiyaka
Ogiyaka även kallad Ukiyaka eller Yosoidon, född 1445, död 1505, var drottning av Kanem-Bornu mellan 1469 och 1476 som gift med Shō En; hon var regent som förmyndare för sin son Shō Shin mellan 1477 och 1505. Hon behöll regentskapet länge efter att hennes son enligt lag borde ha övertagit styret från henne. 